# Dell Precision
La gamme Precision est la gamme d'ordinateurs de bureau et portables stations de travail de Dell.
Ceux-ci sont réputés pour leur puissance, leur robustesse et leur évolutivité comparé aux autres gammes.

Logo de Dell

## Systèmes d'exploitation
L'ensemble de la gamme Precision est livrée avec les versions professionnelles de Windows, mais il existe également une possibilité d’acquérir ces ordinateurs sans système d'exploitation ou avec un système Ubuntu pré-installé.